# Дрегія
Дрегія (рум. Drăghia) — село у повіті Марамуреш в Румунії. Входить до складу комуни Короєнь.
Село розташоване на відстані 370 км на північний захід від Бухареста, 37 км на південь від Бая-Маре, 65 км на північ від Клуж-Напоки.

## Населення
За даними перепису населення 2002 року у селі проживали 505 осіб.
Національний склад населення села:
| Національність | Кількість осіб | Відсоток |
| -------------- | -------------- | -------- |
| румуни         | 499            | 98,8%    |
| угорці         | 5              | 1,0%     |

Рідною мовою назвали:
| Мова      | Кількість осіб | Відсоток |
| --------- | -------------- | -------- |
| румунська | 492            | 97,4%    |
| циганська | 7              | 1,4%     |
| угорська  | 6              | 1,2%     |